# Parviturbo insularis
Parviturbo insularis is een slakkensoort uit de familie van de Skeneidae. De wetenschappelijke naam van de soort is voor het eerst geldig gepubliceerd in 1988 door Rolán.